# Fußball-Asienmeisterschaft der Frauen 1979
Die dritte Fußball-Asienmeisterschaft der Frauen war für 1979 angesetzt, wurde dann aber in der Zeit vom 11. bis 21. Januar 1980 in Kozhikode (Indien) ausgetragen. Mit Westaustralien  sowie Nord- und Südindien nahmen auch regionale Mannschaften teil, die nicht Mitglied der AFC waren und deren Spiele von der FIFA nicht als A-Länderspiele anerkannt werden. Sieger wurde Titelverteidiger Taiwan (Chinesisch Taipeh) durch einen 2:0-Endspielsieg über Südindien.

## Modus
Es gab keine Qualifikationsspiele, alle sechs gemeldeten Mannschaften nahmen direkt am Turnier teil. In der Vorrunde spielte jede der sechs teilnehmenden Mannschaften einmal gegen jede andere. Die besten vier Mannschaften erreichten das Halbfinale. Die Halbfinalsieger erreichten das Finale, die Halbfinalverlierer sollten um den dritten Platz spielen.

## Vorrunde
| Pl. | Land              | Sp. | S | U | N | Tore    | Diff. | Punkte |
| --- | ----------------- | --- | - | - | - | ------- | ----- | ------ |
| 1.  | Chinesisch Taipeh | 5   | 4 | 1 | 0 | 012:000 | +12   | 09:10  |
| 2.  | Südindien         | 5   | 4 | 1 | 0 | 002:000 | +2    | 09:10  |
| 3.  | Westaustralien    | 5   | 2 | 0 | 3 | 000:500 | −5    | 04:60  |
| 4.  | Hongkong          | 5   | 1 | 1 | 3 | 001:300 | −2    | 03:70  |
| 5.  | Nordindien        | 5   | 1 | 1 | 3 | 000:500 | −5    | 03:70  |
| 6.  | Malaysia          | 5   | 0 | 2 | 3 | 000:200 | −2    | 02:80  |

|                   |   |                |                          |
| Südindien         | – | Westaustralien | 2:0                      |
| Chinesisch Taipeh | – | Nordindien     | 5:0                      |
| Hongkong          | – | Malaysia       | 0:0                      |
| Chinesisch Taipeh | – | Malaysia       | 2:0                      |
| Westaustralien    | – | Nordindien     | Nordindien trat nicht an |
| Südindien         | – | Hongkong       | Hongkong trat nicht an   |
| Chinesisch Taipeh | – | Südindien      | 0:0                      |
| Westaustralien    | – | Malaysia       | Malaysia trat nicht an   |
| Nordindien        | – | Hongkong       | Hongkong trat nicht an   |
| Chinesisch Taipeh | – | Westaustralien | 2:0                      |
| Südindien         | – | Malaysia       | Malaysia trat nicht an   |
| Chinesisch Taipeh | – | Hongkong       | 3:0                      |
| Südindien         | – | Nordindien     | Nordindien trat nicht an |
| Hongkong          | – | Westaustralien | 1:0                      |
| Nordindien        | – | Malaysia       | 0:0                      |

## Finalrunde

### Halbfinale
|                |   |                |     |
| Chinese Taipei | – | Westaustralien | 5:0 |
| Südindien      | – | Hongkong       | 3:1 |

### Spiel um Platz 3
|          |   |                |                              |
| Hongkong | – | Westaustralien | Westaustralien trat nicht an |

### Finale
|                |   |           |     |
| Chinese Taipei | – | Südindien | 2:0 |